# Die Flucht (1977)
Die Flucht ist ein deutscher Spielfilm der DEFA von Roland Gräf aus dem Jahr 1977.

## Handlung
Oberarzt Dr. Schmith ist politisch wenig interessiert, nur im FDGB und dort nicht aktiv, geht dafür aber in seiner Arbeit mit Frühgeborenen auf. Er würde sich gerne wissenschaftlich mit Untersuchungen zur Senkung der Sterblichkeit von Frühgeborenen befassen, doch werden ihm die Mittel für eine dafür benötigte Maschine für 60.000 Deutsche Mark nicht genehmigt. Er befasse sich nur mit einer Randerscheinung des medizinischen Alltags, wirft ihm sein Chef vor. Frustriert beschließt Schmith, in den Westen zu fliehen. Hier wurde ihm an der Kinderklinik in Inntal ein eigener Posten und Handlungsfreiheit angeboten. Er nimmt die Stelle an und trifft letzte Vorbereitungen mit seinen Fluchthelfern. Die wollen ihn innerhalb der nächsten vier Wochen kontaktieren und ihm das Datum zur Flucht mitteilen.
In der Klinik gibt es Veränderungen. Mit der jungen Katharina kommt eine neue Kollegin auf Schmiths Station. Er verliebt sich in sie. Kollege Wendt wird bei der versuchten Flucht über die österreichisch-ungarische Grenze verhaftet und gilt im Kollegium nun als Verräter. Und schließlich wird durch das Engagement der Kollegen und durch ähnliche Forschungen in der Tschechoslowakei auch Schmiths Projekt bewilligt – in größerem Umfang als gedacht. Schmith bedingt sich einen Tag Bedenkzeit aus, da er inzwischen seinen Fluchttermin erfahren hat. Er soll am 30. Oktober abgeholt werden. Zwei Tage später würde er nun als Projektleiter sowieso zu einem Kongress nach Köln fahren dürfen. Schmith lässt den verabredeten Fluchttermin vergehen und nimmt die Stelle als Projektleiter an. In Köln trifft er wenig später auf den Runden, den Organisator seiner Flucht. Er erklärt ihm sein Fernbleiben damit, dass er durch den Kongress ohne Risiko über die Grenze kam und daher die Fluchthelfer im Stich gelassen habe. Er geht nach Inntal und sieht sich die Klinik an. Am Ende kehrt er dennoch in die DDR zurück.
Immer wieder wird er nun vom Runden aufgesucht, der ihn bedrängt, seinen mit den Fluchthelfern geschlossenen Vertrag zu erfüllen. Obwohl Schmith bleiben will, sieht er keinen Ausweg, zumal der Weg zur Polizei das Ende seiner wissenschaftlichen Karriere bedeuten würde. Er vertraut sich nur seiner früheren Freundin und derzeitigen Kollegin Gudrun an, sieht für sich jedoch keine andere Wahl, als wie ursprünglich geplant in den Westen zu gehen. Da er vor dem Runden angegeben hat, wegen seiner Freundin an die DDR gebunden zu sein, wird er aufgefordert, mit ihr gemeinsam zu fliehen.
Kurz vor dem verabredeten Zeitpunkt täuscht Schmith Katharina einen gemeinsamen Ausflug in eine Waldhütte vor. Hier übernachten sie und Schmith weckt nachts die überraschte Katharina. Er fährt mit ihr zum mit den Fluchthelfern verabredeten Ort, wo er Katharina offenbart, mit ihr in den Westen fliehen zu wollen. Katharina ist verblüfft und entsetzt. Als Schmith die Koffer aus dem Wagen holt, flieht sie. Die Fluchthelfer befürchten, dass Katharina die Flucht verraten würde, und so weigern sie sich, Schmith allein in den Westen zu bringen. Als er nicht aus dem Fahrzeug steigen will, schlägt ihn ein Fluchthelfer mit einer Taschenlampe nieder und stößt ihn aus dem Wagen. Die Fluchthelfer verschwinden. Schmith bricht unweit seines Wagens zusammen und stirbt kurze Zeit später.

## Produktion
Der Film Die Flucht erlebte seine Uraufführung am 6. Oktober 1977 zur Eröffnung einer DDR-Filmwoche im Moskauer Kino Mir und seine DDR-Premiere am 13. Oktober 1977 im Berliner Kino International. Es war der erste DEFA-Film, der das Thema der Flucht aus der DDR behandelte und es überhaupt offen ansprach.
Der Film war Armin Mueller-Stahls letzter DEFA-Film vor seiner Ausreise in die Bundesrepublik Deutschland knapp zwei Jahre später. Bereits während der Dreharbeiten zu Die Flucht hatte er einen Ausreiseantrag gestellt.
Die Musik von Günther Fischer orientiert sich an Mussorgskis Bilder einer Ausstellung – Il vecchio castello.

## Kritik
Die Kritik nannte den ersten Teil des Films gelungen: „Begonnen hat der Film milieuecht und psychologisch stimmig, mogelt sich nicht um die Ursache für die Absicht mancher DDR-Bürger, ihren Staat zu verlassen, herum“, so die Frankfurter Rundschau. Im späteren Verlauf verflache der Film jedoch zu einer „unglaubhaften Kriminalstory“. Andere Kritiker schrieben, dass der Film nach dem ersten Drittel dramaturgisch und psychologisch nachlässt.
Für das Lexikon des internationalen Films war Die Flucht ein „handwerklich sauber inszenierter Film, der Probleme in der DDR vergleichsweise offen diskutiert, wobei ihm die psychologische Motivierung nur unvollkommen gelingt.“
Rückblickend gilt der Film als „Kind des Kalten Krieges“. Andere Kritiker schrieben: „Das Thema ein Tabubruch, die Ausführung schwach, weil sie dem ‚negativen‘ Helden das realistische Figurenrecht echter Gründe und Motive nimmt.“

## Auszeichnungen
Auf den XXI. Internationalen Filmfestspielen Karlovy Vary erhielt Die Flucht 1978 den Hauptpreis. Roland Gräf und Hannes Hüttner erhielten 1978 für den Film den Heinrich-Greif-Preis I. Klasse.
Bei einer Kritikerumfrage der Sektion Theorie und Kritik des Verbandes der Film- und Fernsehschaffenden der DDR wurde Die Flucht 1978 zum besten Gegenwartsfilm der DEFA im Jahr 1977 gewählt.